# Grindu (Tulcea)
Pour les articles homonymes, voir Grindu.
Grindu est une commune roumaine située dans le județ de Tulcea.